# Niphargus montanarius
Niphargus montanarius (Karaman, Borowsky & Dattagupta, 2010) è un piccolo crostaceo gammarideo d'acqua dolce della famiglia Niphargidae, endemico delle Grotte di Frasassi, nelle Marche.